# パヴォニス山
パヴォニス山（英: Pavonis Mons）は、火星の赤道近辺のタルシス台地にあるタルシス三山のうち中央にある火山。
巨大な楯状火山であり、火星の赤道付近の東経235度から259度の範囲にかけて広がる。
パヴォニス山は1971年のマリナー9号により発見された地形で、発見当初はMiddle Spotと呼ばれていた。現在の名前は1973年に付けられたもので、ラテン語のクジャクに由来する。

## 画像

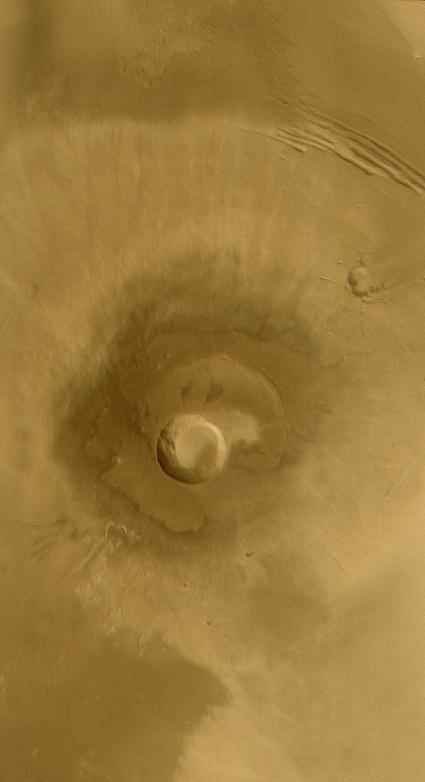
パヴォニス山（MGS撮影）。
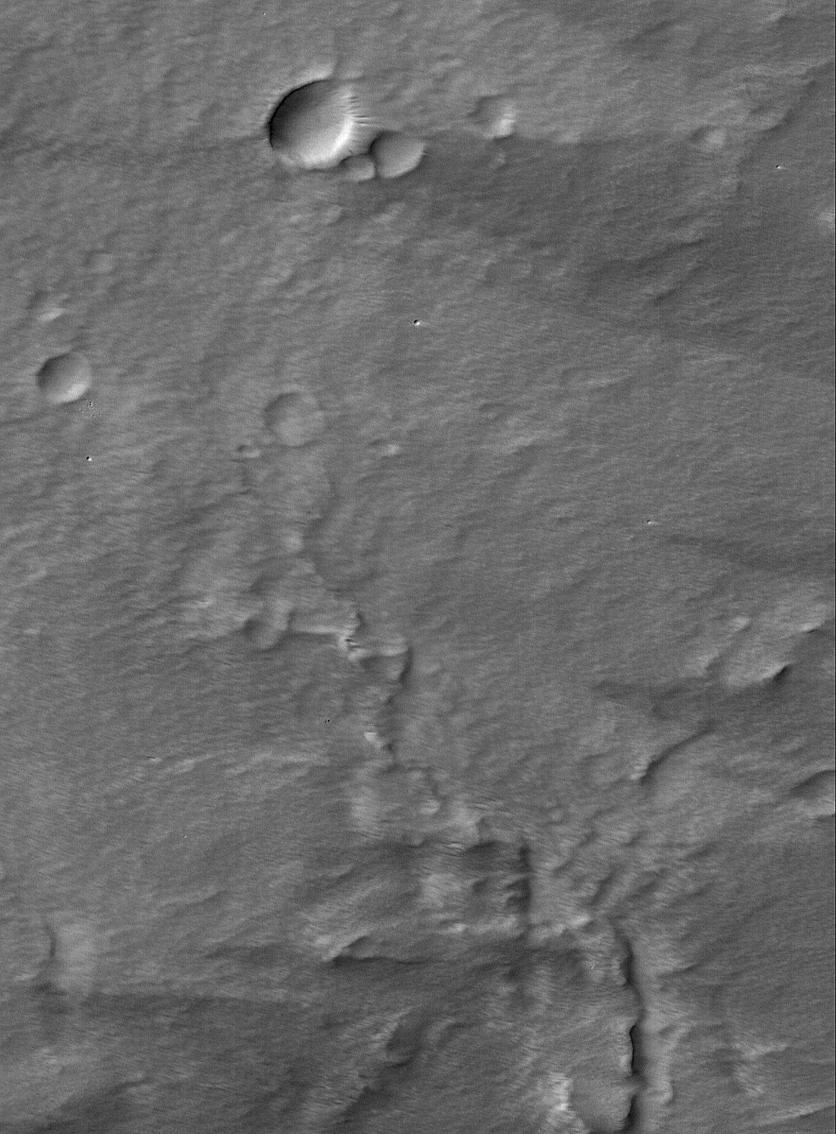
パヴォニス山の山頂付近（〃）。
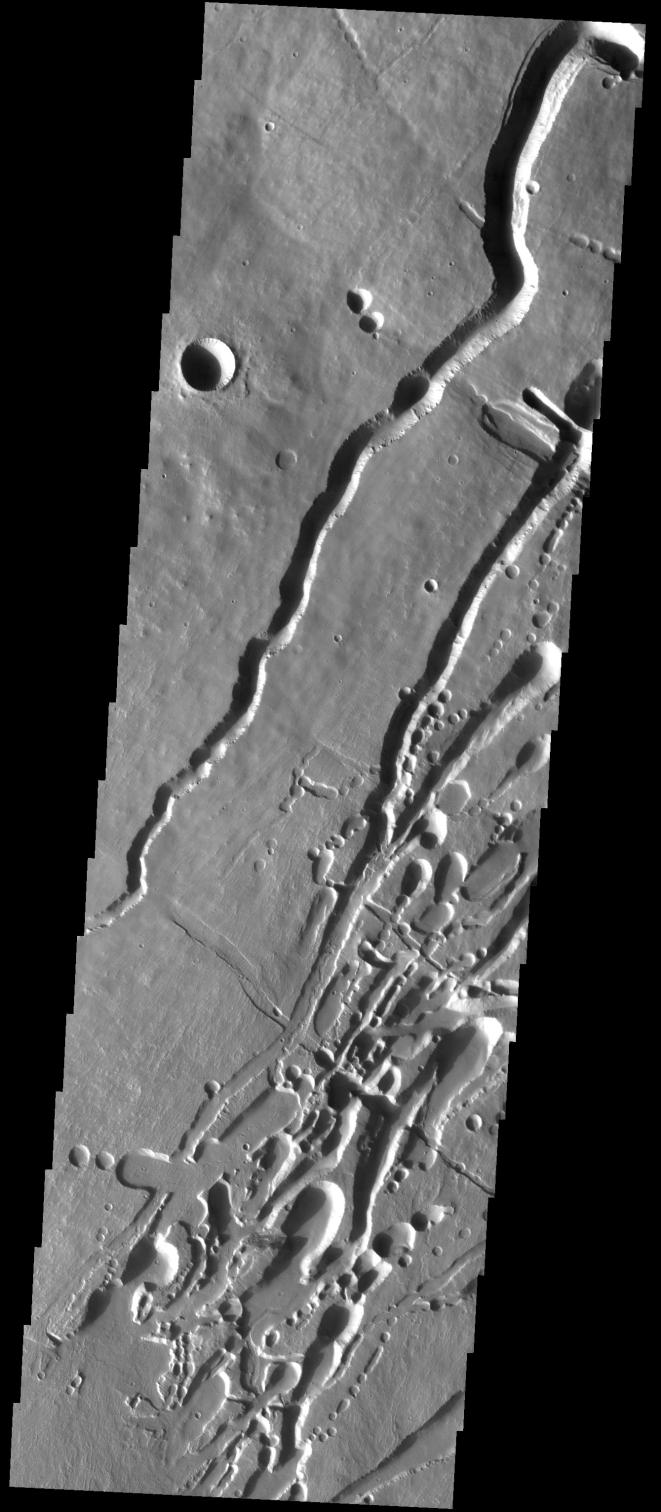
南側斜面の流路と穴（2001マーズ・オデッセイ撮影）。
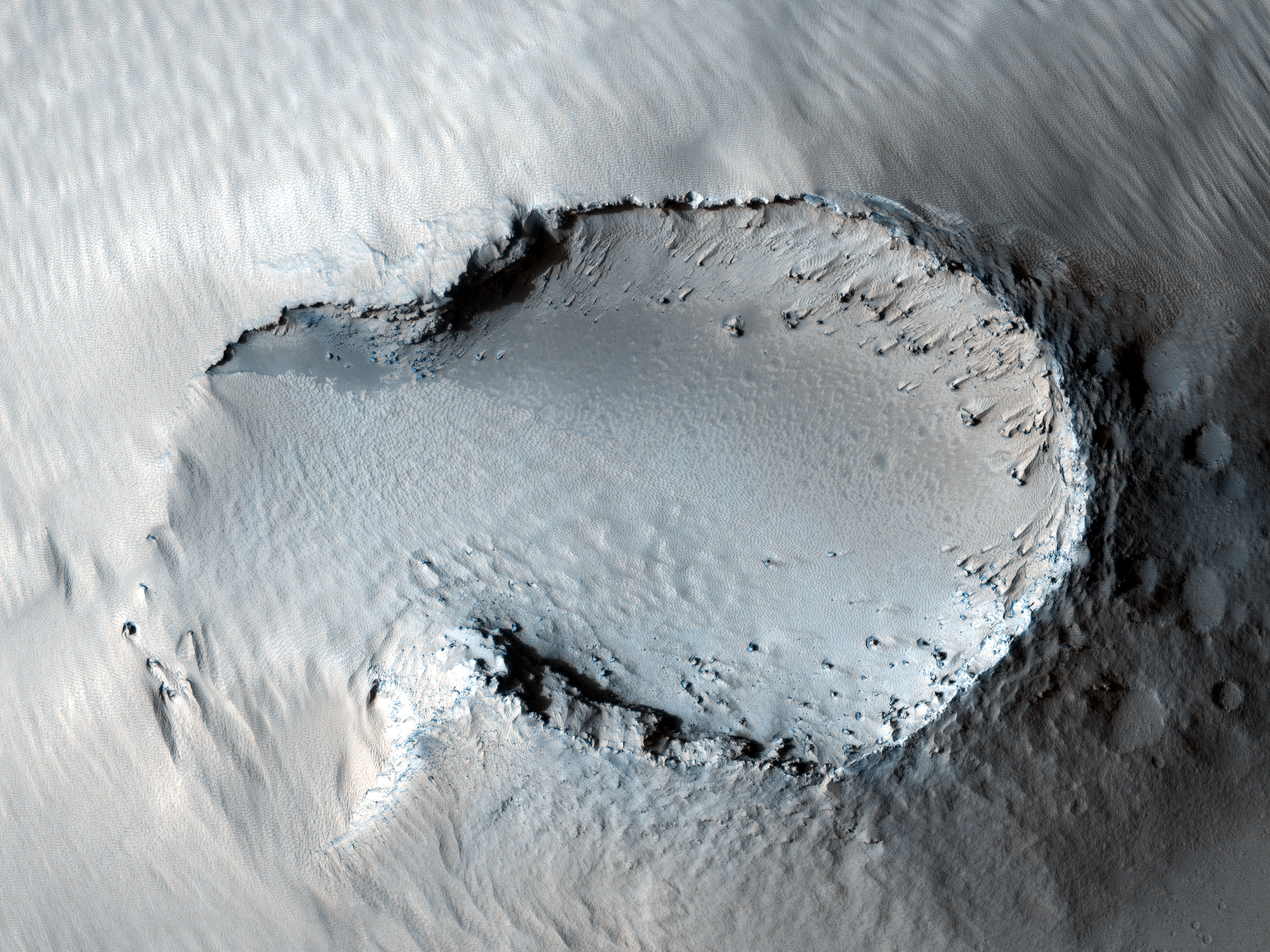
南側斜面のスコリア丘。
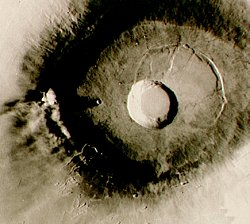
山頂のカルデラ。
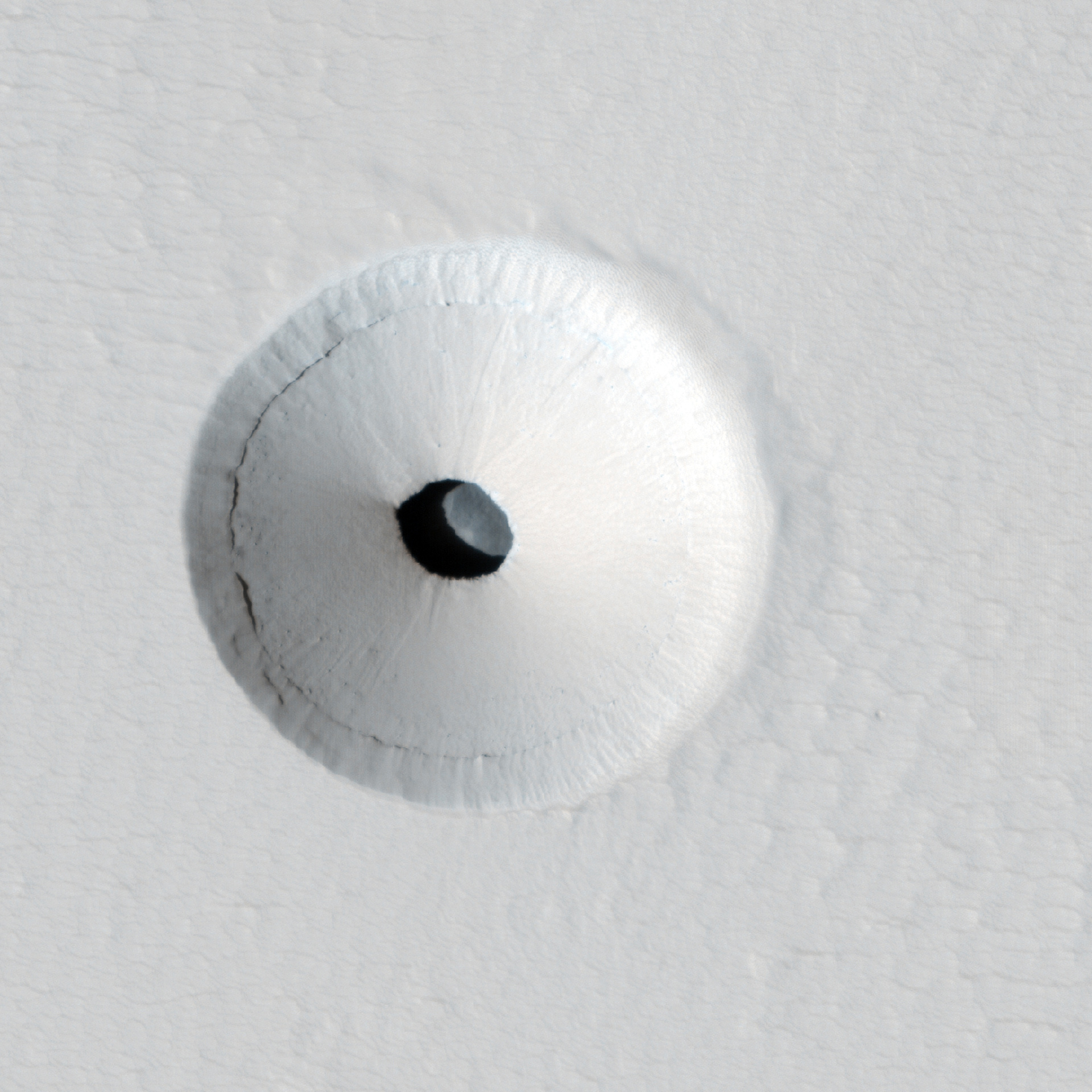
パヴォニス山で発見された直径35mほどの溶岩洞とみられる穴（MRO撮影）。
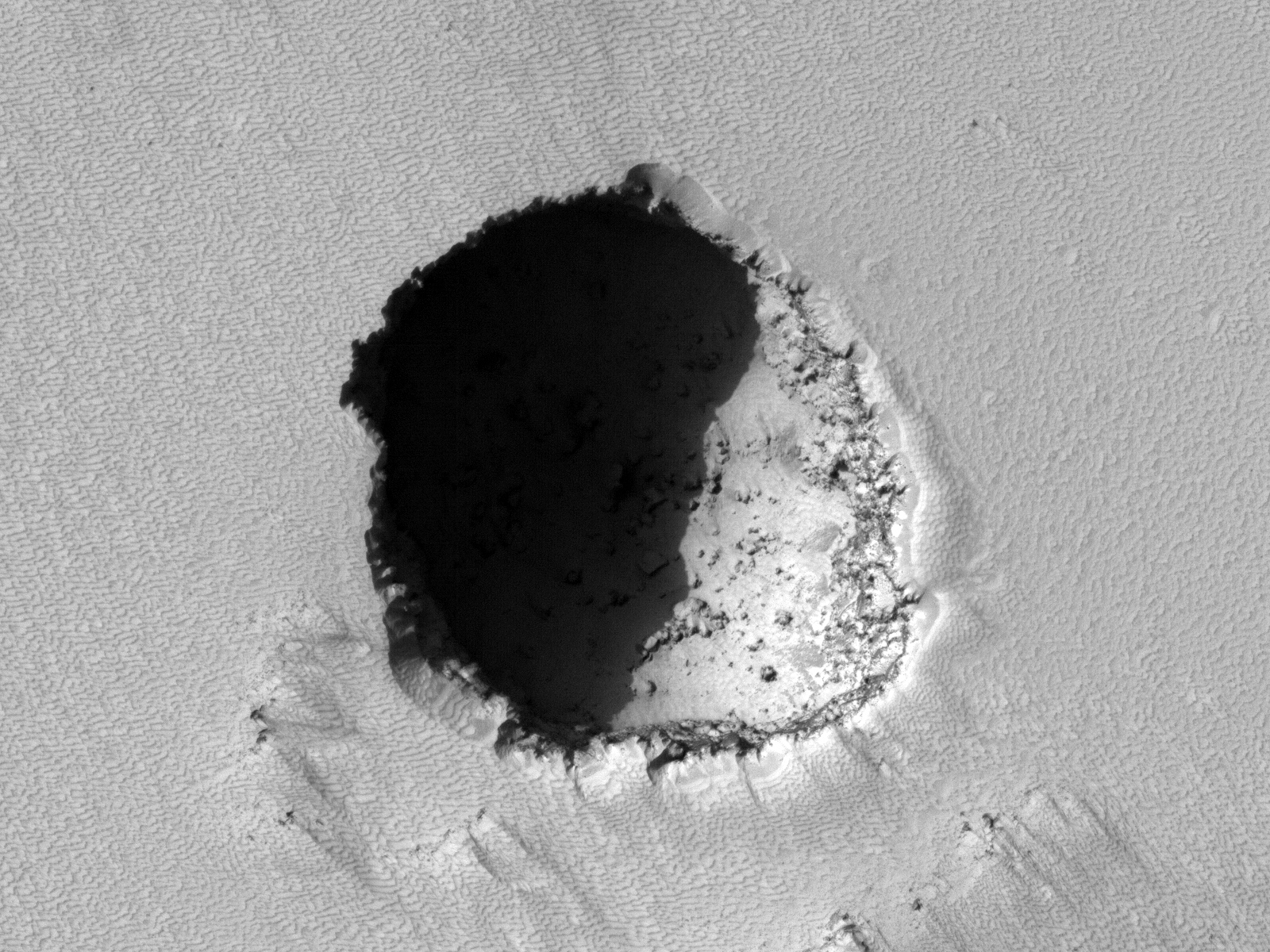
南側斜面で見つかった180mほどの溶岩洞とみられる穴（〃）。